# Русалка Фіджі

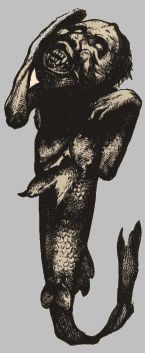
Русалка Фіджі П.Т. Барнума 1842 року

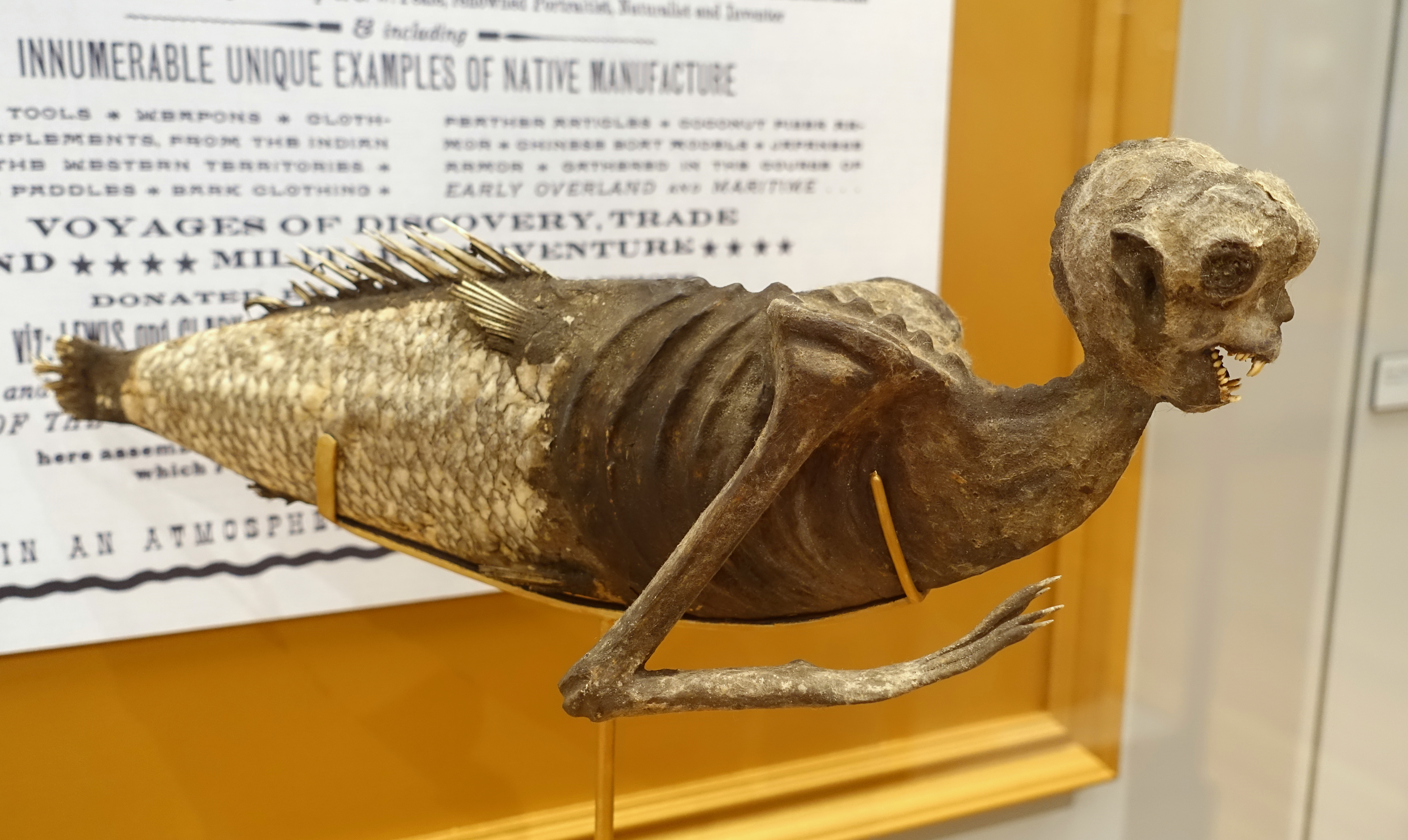
Інша «русалка», зроблена з пап'є-маше, з тієї ж колекції Мозеса Кімбола ―Harvard University's Peabody Museum of Archaeology and Ethnology

Русалка Фіджі (також русалка з острову Фіджі) була експонатом, що складався з тулуба та голови молодої мавпи, пришитої до задньої половини риби. Це була звичайна риса інтерактивних шоу, де його представляли як муміфіковане тіло істоти, яка нібито була наполовину ссавцем і наполовину рибою — русалкою. Оригінал мав риб'ячу луску з шерстю тварин, накладену на тіло, а з торса звисали груди. Рот був широко розкритий з оскаленими зубами. Права рука була притиснута до правої щоки, а ліва підсунута під ліву нижню щелепу. Цю русалку нібито спіймали біля островів Фіджі в південній частині Тихого океану. Кілька копій і варіацій також було зроблено та виставлено під подібними назвами та приводами. П. Т. Барнум виставив оригінал в Американському музеї Барнума в Нью-Йорку в 1842 році, але потім він зник — ймовірно, був знищений в одній із численних пожеж, які знищили частину колекцій Барнума.

## Історія
Барнум у автобіографії описав русалку як «потворну висохлу, чорну на вигляд мініатюрну особину, близько 3 футів завдовжки. Її рот був відкритий, хвіст перевернутий, а руки витягнуті вгору, що створювало враження ніби істота померла в тяжких муках», що є значним відхиленням від традиційних зображень русалок як привабливих істот.
Американський морський капітан Семюел Баррет Едес купив «русалку» Барнума у японських моряків у 1822 році за 6000 доларів на гроші з рахунку корабля. За іншими даними, капітан американського китобійного судна купив його за 5000 доларів у Батавії, Голландська Індонезія. У будь-якому випадку, вважається, що русалка є однією з багатьох, що комерційно виготовлялися в Японії рибалками з почуттям гумору та прагненням до прибутку. Можливо, в даному випадку це була комбінація блакитної мавпи та лосося».
Русалка була виставлена в Лондоні в 1822 році, прорекламована в публікації Дж. Лімберда в Mirror  і була показана в кав'ярні Turf на вулиці Сент-Джеймс.  Гравюру з нею зробив художник Джордж Крукшенк у 1822 році.
Син капітана Едеса заволодів русалкою та продав її Мозесу Кімболу з Бостонського музею в 1842 році, а того літа він привіз її до Нью-Йорка, щоб показати П.Т.Барнуму.  Барнум доручив натуралісту оглянути його, який не хотів підтвердити його автентичність. Тим не менш, Барнум вірив, що реліквія приверне публіку до музею. Кімбол залишився єдиним власником істоти, а Барнум орендував його за 12,50 доларів на тиждень. Барнум привернув увагу до об’єкта, доручивши своєму агенту надіслати анонімні листи до нью-йоркських газет із Монтгомері, штат Алабама, та Чарльстона, штат Південна Кароліна, стверджуючи, що «доктор Дж. Гріффін» має об’єкт, який він спіймав у Південній Америці. Гріффіна насправді видавав Леві Лайман, один із соратників Барнума. Щоб зберегти план, Гріффін заселився в готель у Філадельфії, а потім показав русалку господареві в подяку за його гостинність. Господар був настільки заінтригований, що попросив Гріффіна показати його друзям, багато з яких були редакторами.
Гріффін поїхав до Нью-Йорка та показав її невеликій аудиторії, а потім демонстрував як Русалку Фіджі в концертному залі протягом тижня. Насправді її демонстрували лише п’ять днів, оскільки Барнум «переконав» Гріффіна принести його в Американський музей природної історії. Барнум надрукував 10 000 брошур, які описували загальну інформацію про русалок і зокрема історії про його особину.

## Пізніші втілення

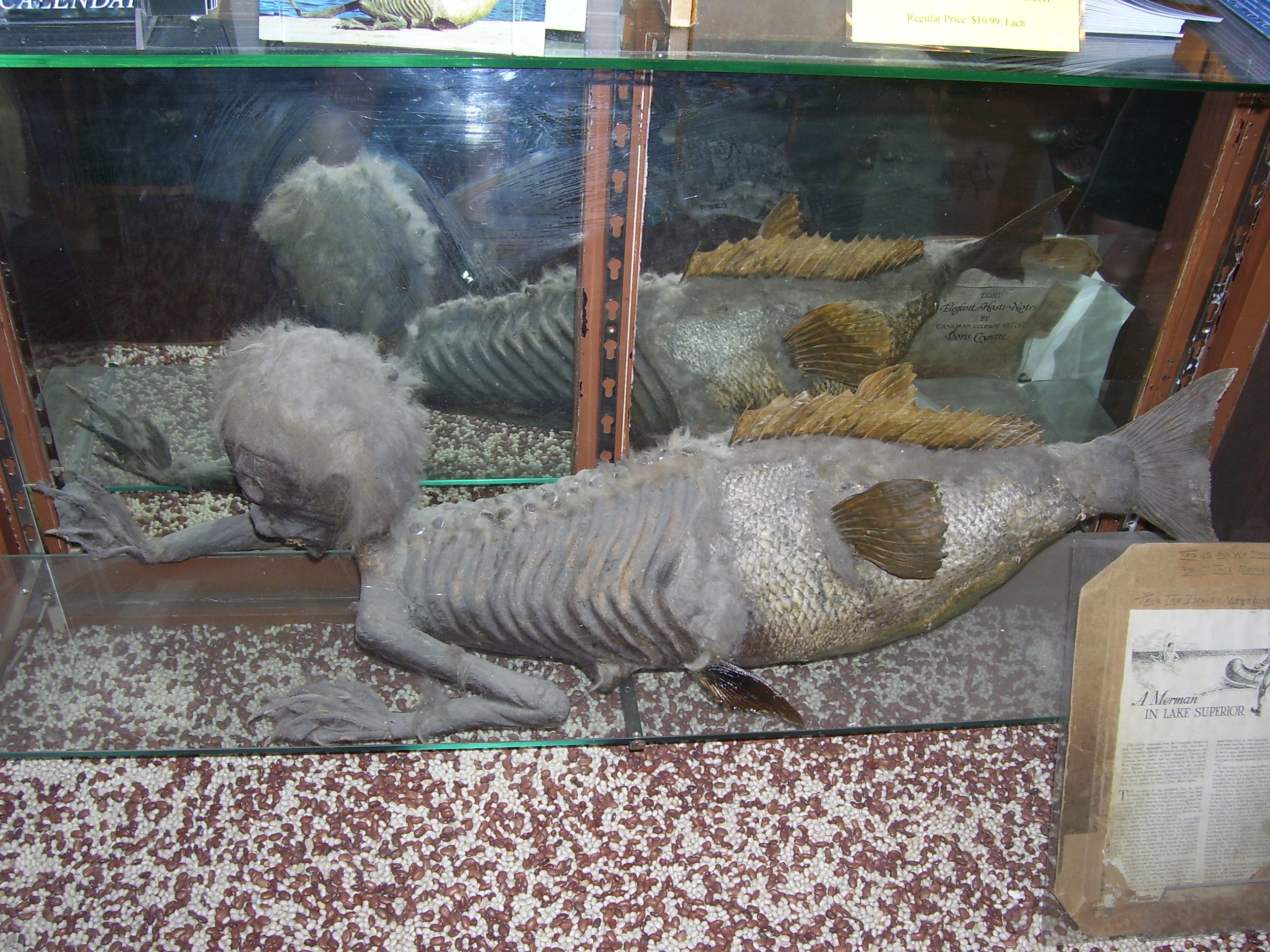
Банфський русал, схожий на русалку Фіджі, на виставці Індійської торгової пошти.

У своїх «Таємницях інтерактивних шоу» Джо Нікелл документує кількох сучасних претендентів на титул «справжньої» оригінальної русалки Барнума, або, як він їх описує, «підробки на підробку Барнума». Експонати в «Ripley's Believe It or Not!», «Sideshow by the Seashore Коні-Айленда» та «Подорожнє шоу Боббі Рейнольдса» претендують на те щоб бути оригіналом, але, на думку Нікелла, нікому з них не варто вірити. Він також описує розвиток підробних русалок, який використовує складну систему проектування зображення живої жінки в акваріум, створюючи враження, що її довжина всього один-два дюйми. Він розповідає історію виконавиці, яка курила сигарету під час виступу; чоловік ззовні зіткнувся з розлюченим відвідувачем, який вимагав пояснення, як це можливо, якщо «русалка» була під водою.

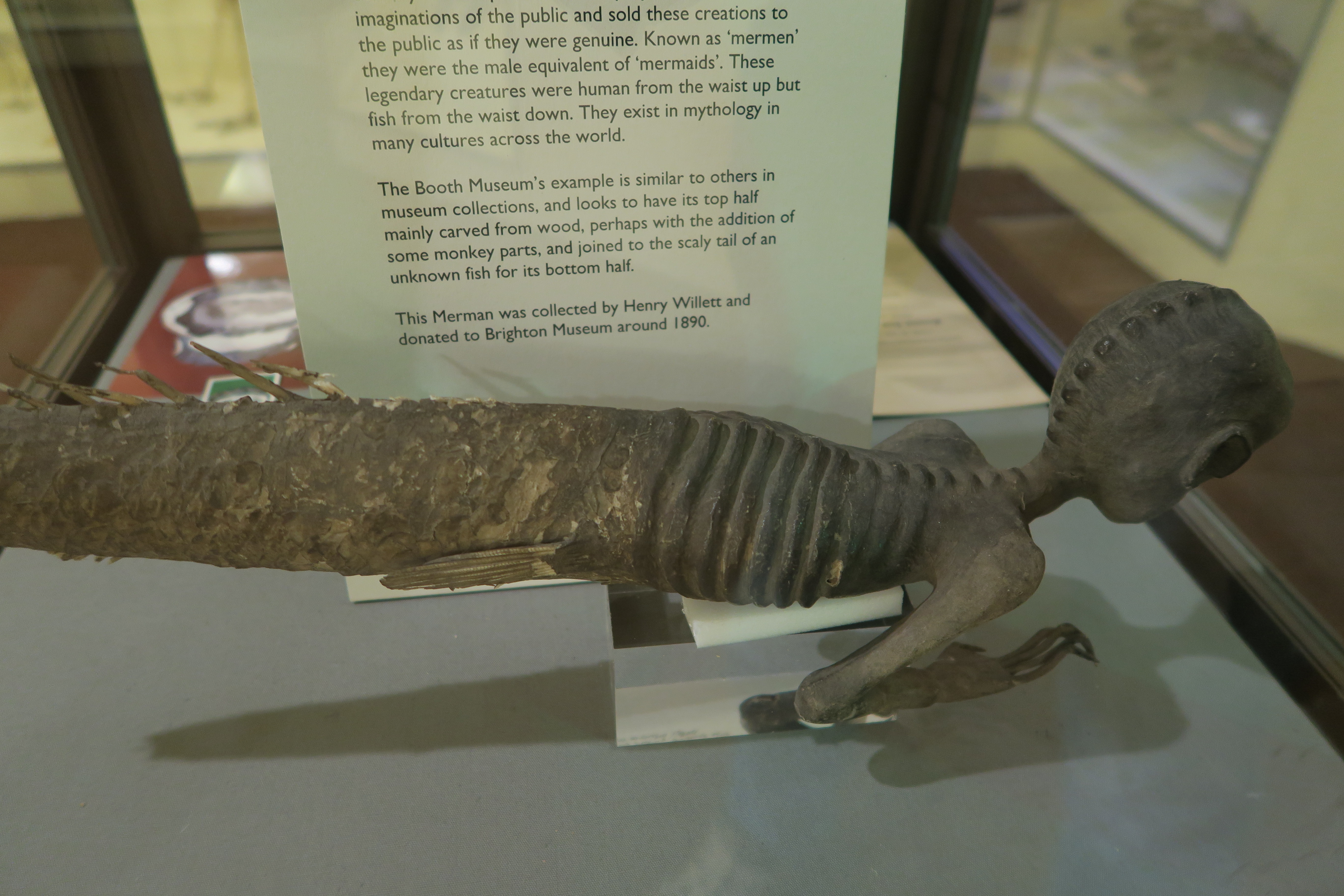
Водяний, виготовлений із різьблення по дереву, частин мавпи та риби, музей Бут, Брайтон

Посібник зі створення русалки Фіджі з’явився в номері журналу Fortean Times за листопад 2009 року в статті, написаній експертом зі спецефектів і аніматором стоп-моушн Аланом Фрісвеллом. Замість того, щоб будувати фігуру з частин риби та мавпи, Фрісвелл використовував пап’є-маше та мастило для моделювання, закріплене клеєм для шпалер і з волоссям ляльки, приклеєним до шкіри голови.

## У масовій культурі
- У «Будинку 1000 трупів» Роба Зомбі персонажа Рейна Вілсона Білла Хадлі вбивають, а його труп перетворюють на русалку Фіджі за допомогою таксидермії.
- Русалка Фіджі згадується в треку «Megalodon» з другого альбому Mastodon, Leviathan, а також зображена на обкладинці альбому.
- У телесеріалі 1990-х років «Секретні матеріали» в епізоді «Обман» описується можливість серії вбивств, вчинених фіджійською русалкою.
- У мультсеріалі 2010 року Скубі-Ду: Корпорація «Загадка», Фіджі Русалка з'являється як один із об'єктів, виставлених у музеї диваків Дарроу, в епізоді «The Secret Serum».
- У мультсеріалі 2012 року «Гравіті Фолз» Русалка Фіджі з’являється як один із об’єктів, виставлених у Таємничій халупі, вперше з’явившись в епізоді «Турист у пастці». Ще одна версія з’являється у фіналі серіалу «Weirdmaggedon 3: Take Back the Falls».
- У 2012 році інді-рок-гурт mewithoutYou записав пісню «Fiji Mermaid» у своєму п’ятому альбомі «Ten Stories».
- Русалки Фіджі представлені в псевдодокументальному фільмі «Русалки: нові докази», продовженні фільму «Русалки: знайдене тіло».
- В епізоді «Русалка» серіалу «Пригоди Кота в чоботях» Кіт рятує русалку на ім’я Фіджі, яка має потворне жахливе обличчя та гострі зуби.
- «Русалка Фіджі» є головною героїнею роману Крістіни Генрі «Русалка» 2018 року, головним героєм якого також є П. Т. Барнум.
- У фільмі «Відсутня ланка» 2019 року русалка Фіджі зображена в кінці фільму.